# Baptisterium van Sint-Johannes in Fonte

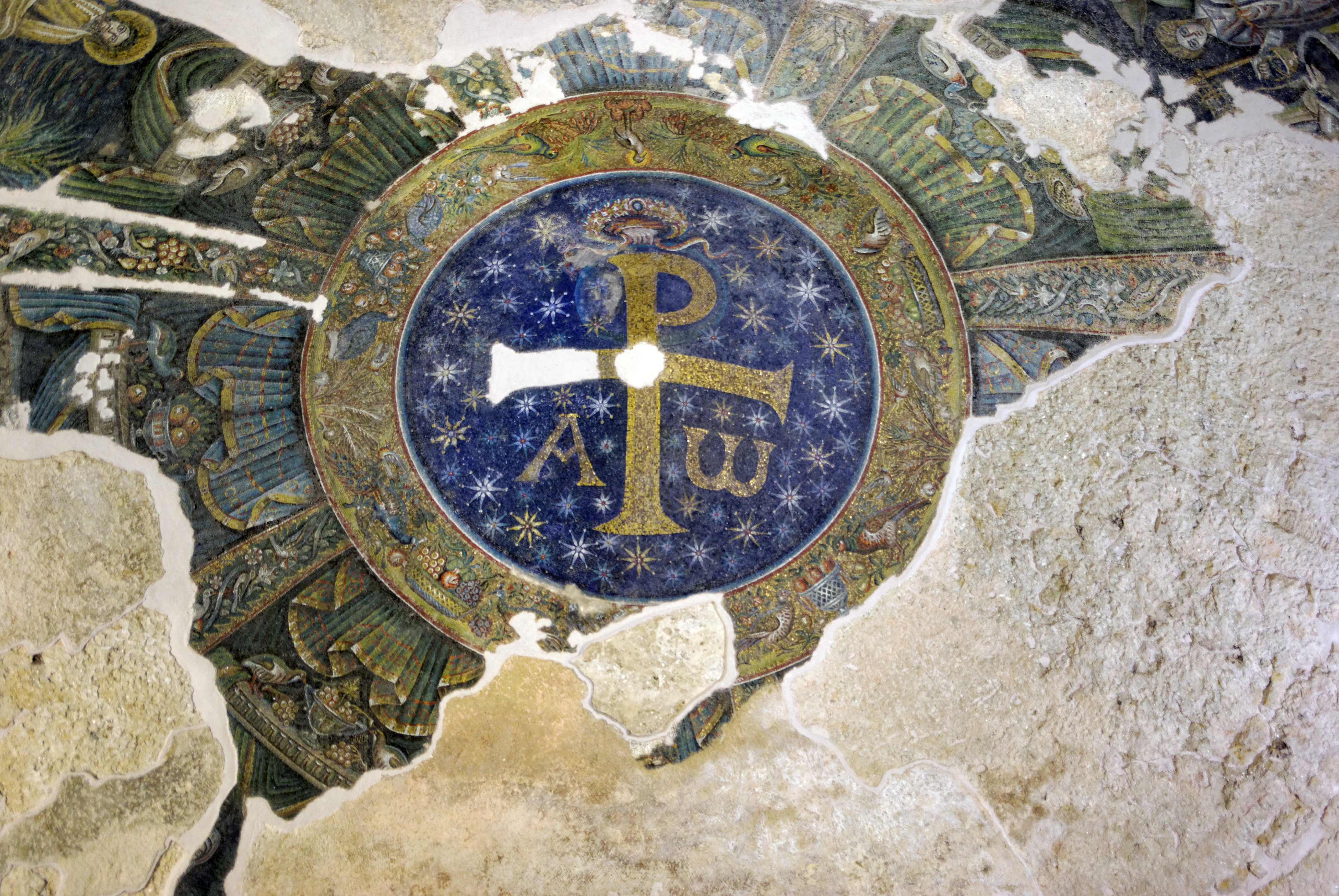
Plafond

Het Baptisterium van Sint-Johannes in Fonte (Italiaans: Battistero di San Giovanni in Fonte) is een doopkapel in de Italiaanse stad Napels uit de 4e eeuw. Het baptisterium maakt nu deel uit van de Dom van Napels, die er in de 13e eeuw over het baptisterium en de aangrenzende oude kerk Santa Restituta heen is gebouwd. 
Dit bouwwerk zou zijn gebouwd in opdracht van de keizer Constantijn de Grote. Het baptisterium bevat unieke fresco's uit de eerste eeuwen van het christendom.